# G3C

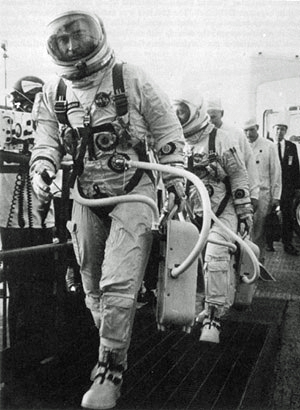
Los astronautas Young y Grissom de camino a la nave Gemini en la que realizaron la misión Gemini 3. Visten sendos trajes G3C.

G3C fue uno de los tipos de traje espacial fabricado por la empresa David Clark para las misiones del programa Gemini. Fue el traje precedente a los trajes G4C y G5C. El traje G3C fue usado durante la misión Gemini 3 y por los comandantes de las misiones Gemini 6 y Gemini 8.
Durante la misión Gemini 3 (la primera misión Gemini tripulada) fueron utilizados sendos trajes G3C, con los números de serie G3C-1 y G3C-4, por los dos astronautas de la tripulación, Virgil I. Grissom y John W. Young, respectivamente.
En la misión Gemini 6 el comandante Walter M. Schirra usó el traje G3C con el número de serie G3C-3, y Neil Armstrong usó el traje con el número de serie G3C-24 durante la misión Gemini 8.
El traje consistía en seis capas de nylon (la más interna conteniendo una vejiga de nylon vulcanizada) y nomex, con una capa de retención y una capa externa de nomex blanco. Usaba un par de botas también hechas de nomex y un casco de presión completa (dentro del cual se disponían los auriculares y los micrófonos).